# Przeciwuderzenie
Przeciwuderzenie (ang. counter strike) – operacyjny (strategiczny) zwrot zaczepny wykonywany na włamującego się w głąb obrony przeciwnika. Całokształt czynności organizacyjnych, suma uderzeń związków taktycznych drugiego rzutu operacyjnego na nacierającego przeciwnika w celu odtworzenia pierwotnego położenia. Jest najwyższym przejawem aktywności w działaniach obronnych. Zwrot zaczepny w ramach operacji obronnej, mający na celu zmianę położenia broniących się wojsk i osiągnięcie pierwotnego lub nowego celu operacji. To natarcie na oddziały nieprzyjaciela wykonane przez wojska drugich rzutów, odwodów, albo przez wojska ściągnięte z odcinków nieatakowanych, w celu odzyskania utraconych pozycji. W sprzyjających warunkach uderzające wojska mogą przejść do przeciwnatarcia.
Przeciwuderzenie jest elementem obrony operacyjnej lub strategicznej i nie wychodzi poza uprzednio funkcjonujący system obrony, a zadania wojsk nie sięgają poza przedni skraj obrony danego szczebla. 
Wykonywane jest drugim rzutem lub odwodem broniącego się związku operacyjnego. Kolejna operacja zaczepna występuje jako rozwinięcie powodzenia dotychczasowych działań zaczepnych. Operację zaczepną w formie przeciwuderzenia organizuje związek operacyjny znajdujący się uprzednio w drugim rzucie lub odwodzie strategicznym, a jego wykonanie może być realizowane w warunkach uzyskania przez przeciwnika zaskoczenia operacyjnego i w sytuacji na poziomie względnej równowagi. 
Wyznaczony do przeciwuderzenia związek taktyczny realizuje przedsięwzięcia typowe dla natarcia w skali taktycznej.
Celami przeciwuderzenia mogą być: zamknięcie wyłomu i odtworzenie obrony w strefie taktycznej, rozbicie  części sił zgrupowania uderzeniowego przeciwnika  i odcięcie jego sił głównych od podchodzących odwodów lub całkowite rozbicie sił zgrupowania uderzeniowego przeciwnika w obszarze włamania,  jak najszybsze okrążenie jego sił i rozbicie ich we współdziałaniu z sąsiadami.
W terminologii wojskowej II Rzeczypospolitej przeciwuderzenie (fr. contre - attaque immediate, niem. Gegenstoss)  to ograniczone w czasie i przestrzeni natarcie zorganizowane w celu „wydarcia nieprzyjacielowi uzyskanego lokalnego powodzenia” lub odparcia jego szturmu. Do wykonania przeciwuderzenia wyznaczano przede wszystkim odwody batalionowe i kompanijne.